# Thiodina sylvana
Thiodina sylvana là một loài nhện trong họ Salticidae.
Loài này thuộc chi Thiodina. Thiodina sylvana được Nicholas Marcellus Hentz miêu tả năm 1846.

## Hình ảnh

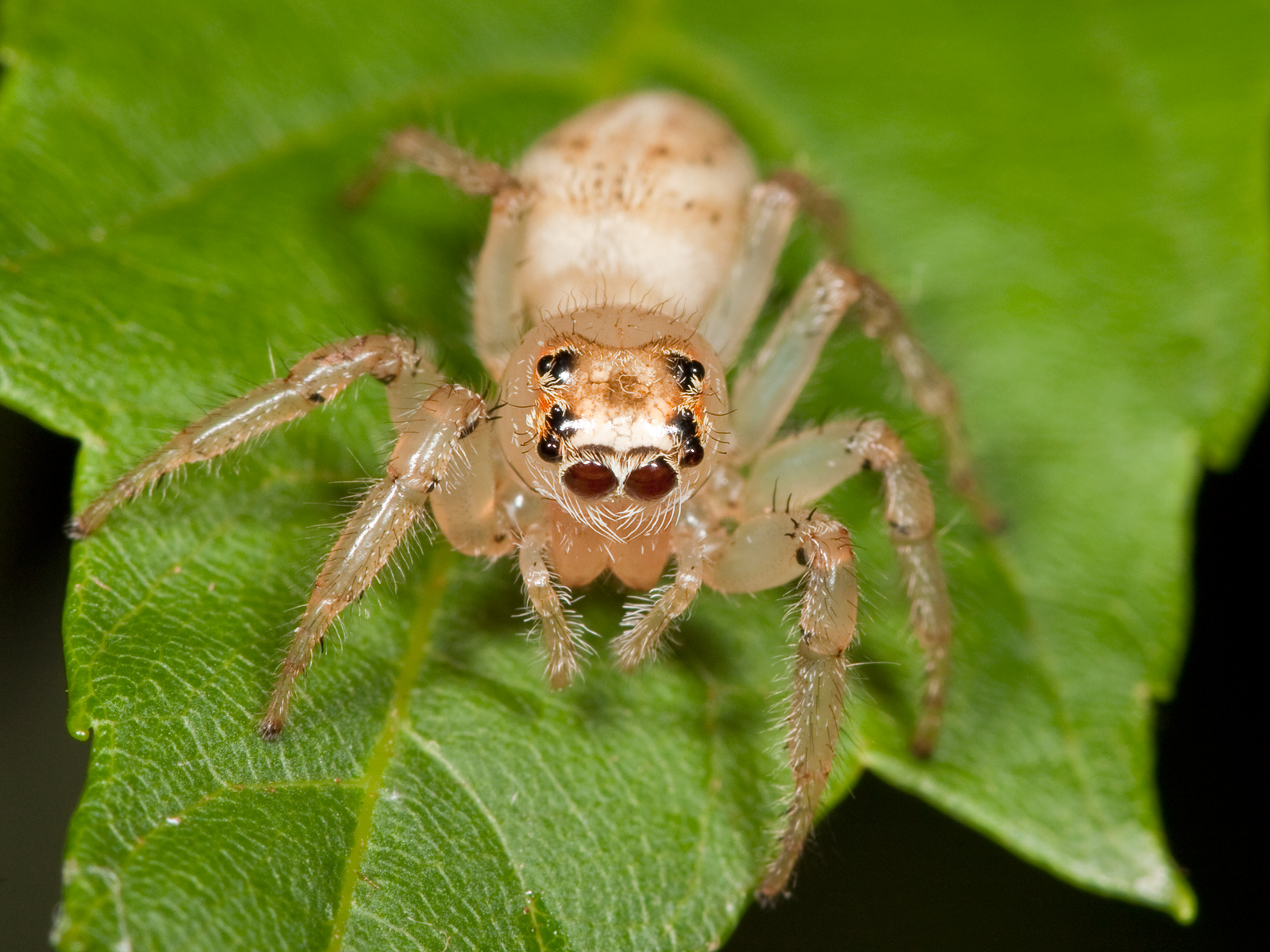
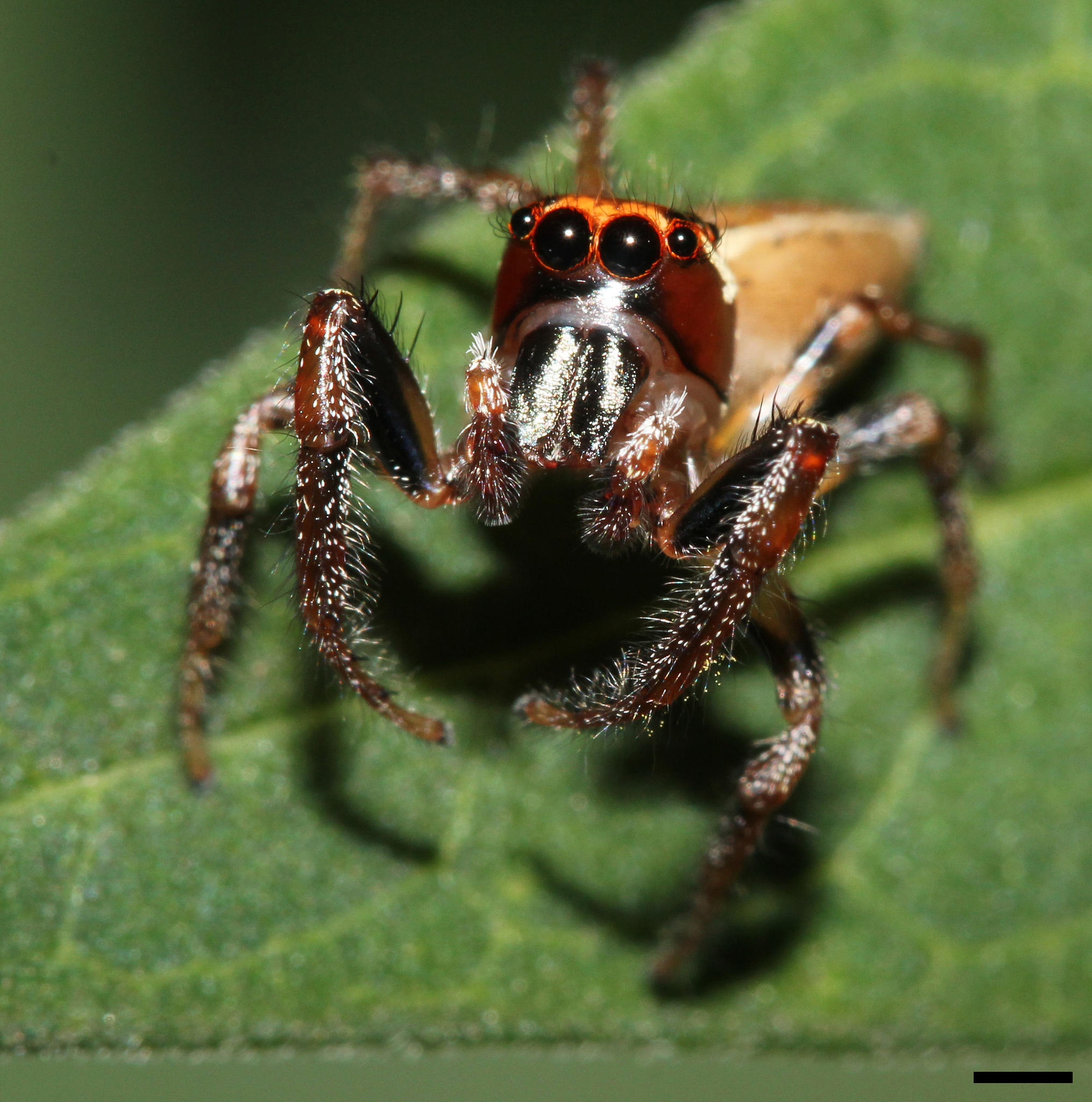
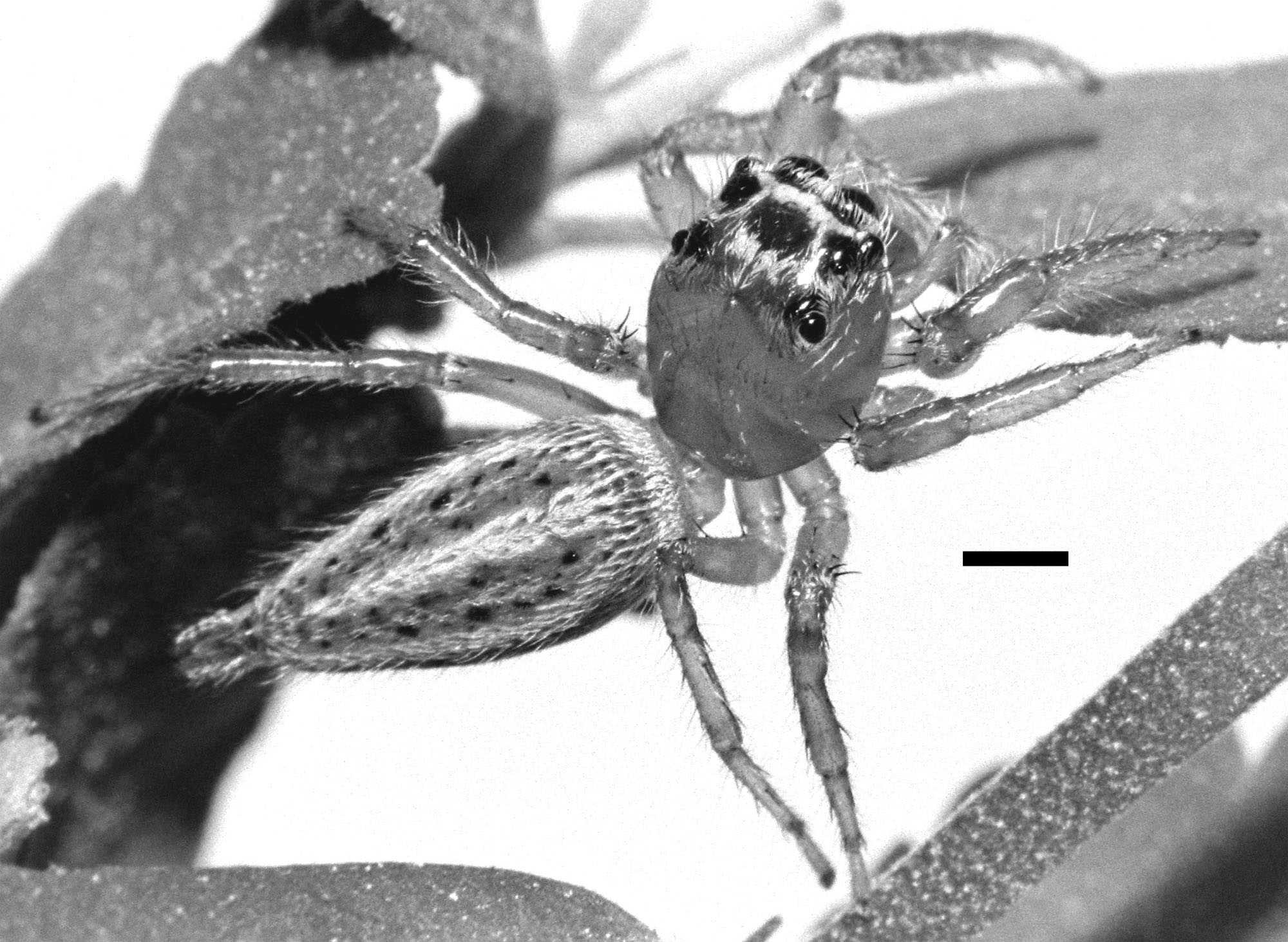
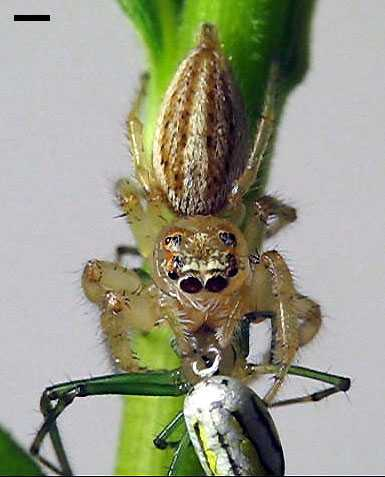